# Hagen (Lage)

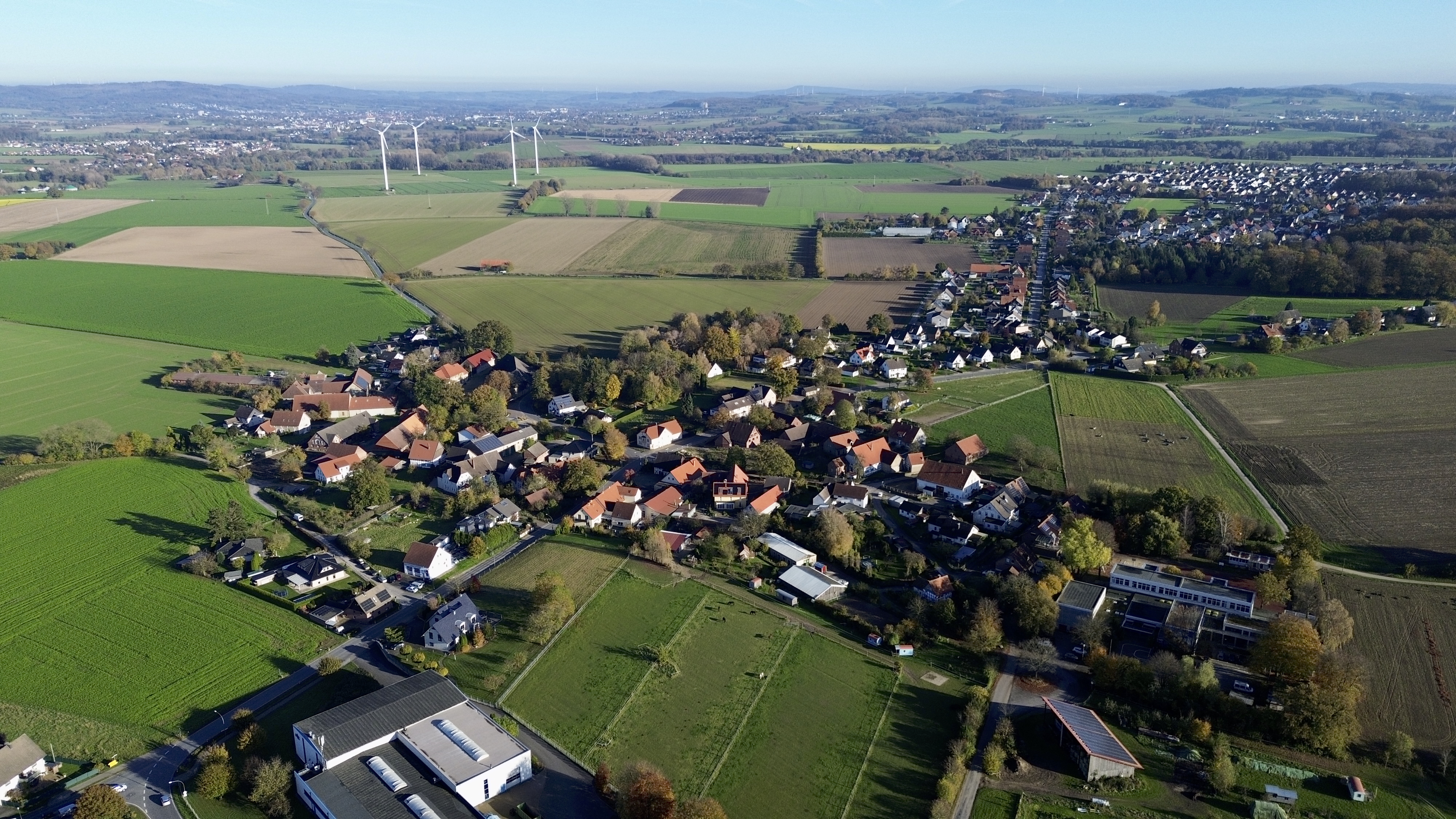
Luftbildaufnahme von Hagen von Norden

Hagen ist ein Ortsteil der lippischen Stadt Lage in Nordrhein-Westfalen. 

## Geschichte
Die Ortschaft Hagen lag vormals in der Vogtei des Amtes Detmold. 1823 wurde das Amt Lage eingerichtet, dem Hagen dann angehörte. Zu Hagen gehörten auch die Bauerschaften Sprickenheide und Wellenheide.
1939 zählte Hagen 798 Einwohner. 1946 wurde Hagen eine Gemeinde im neu gebildeten Kreis Detmold. Nach dem Detmold-Gesetz wurde Hagen am 1. Januar 1970 nach Lage eingemeindet und kam am 1. Januar 1973 zum neu gebildeten Kreis Lippe.

## Museen
Das Westfälische Industriemuseum Ziegelei Lage liegt nördlich des Stadtzentrums im Ortsteil Hagen. Es zeigt sowohl die vorindustrielle als auch die maschinelle Ziegelproduktion. Weiterhin zeigt eine Ausstellung, wie die lippischen Wanderziegler gelebt und gearbeitet haben. Das Museum bietet Schauvorführungen und spezielle Erlebnis-Angebote für Kinder.